# سوپریر (کلرادو)
سوپریر (به انگلیسی: Superior) شهری در ایالت کلرادو کشور ایالات متحده آمریکا است که جمعیت آن در سرشماری سال ۲۰۱۰ میلادی، ۱۲٬۴۸۳ نفر بوده‌است.